# Кавказский военный округ

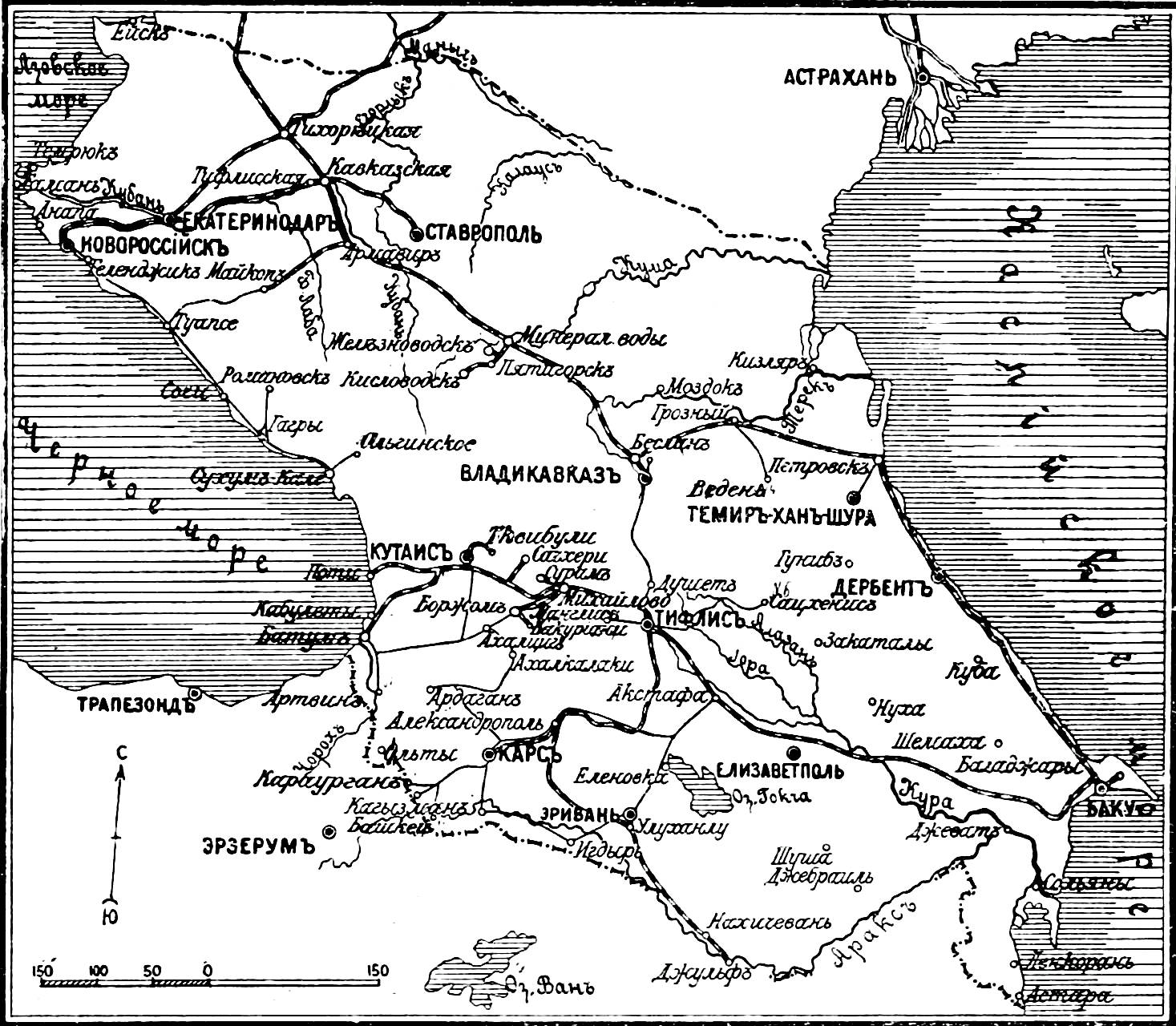
Кавказский военный округ
(рисунок из «одноимённой статьи»
«Военная энциклопедия Сытина»)

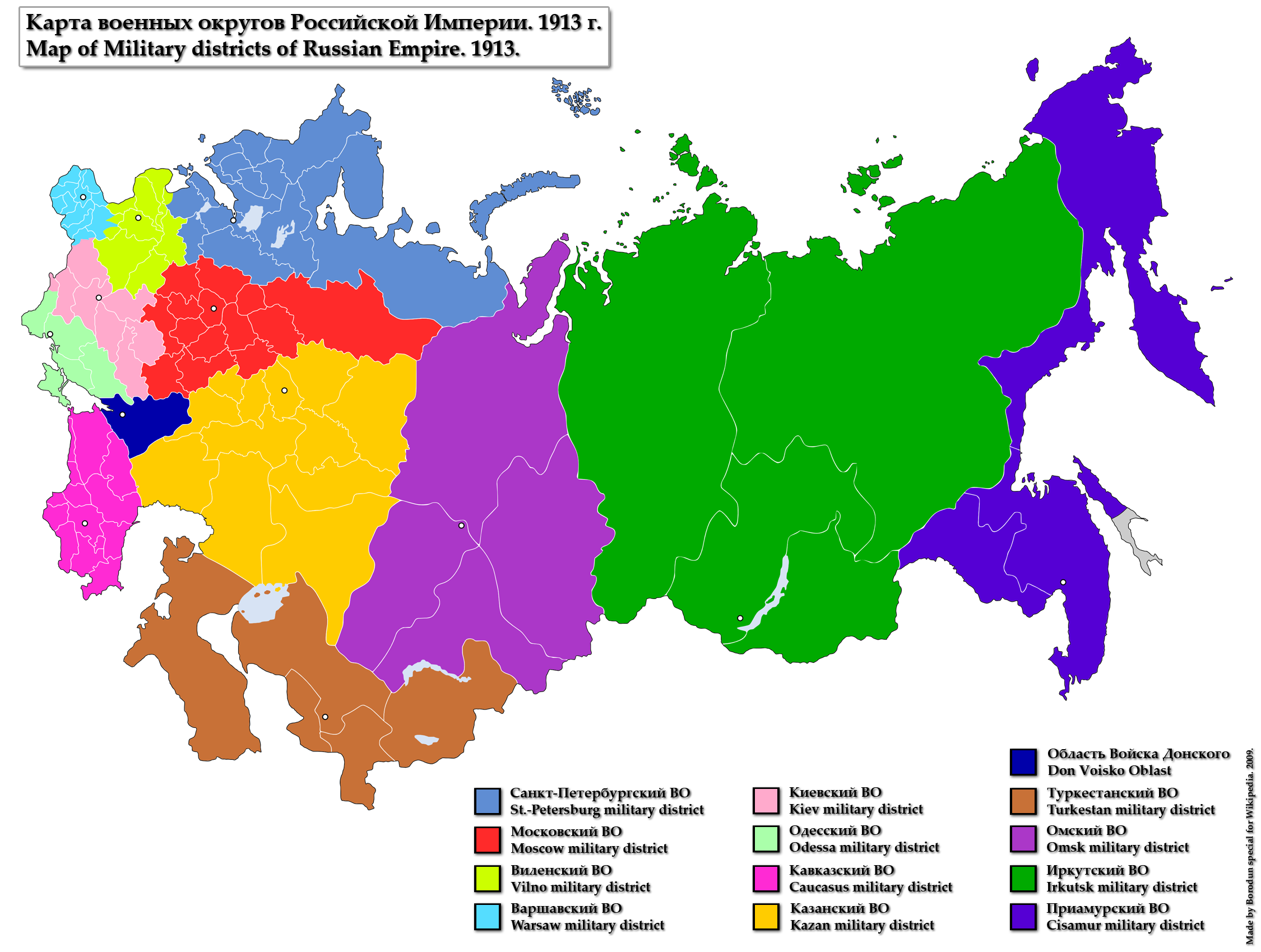
Карта военных округов России, 1913 год.

Кавказский военный округ — общевойсковое формирование (объединение, военный округ) на территории Российской империи.

## История
Кавказский военный округ был создан во время военной реформы министра Д. А. Милютина в 1865 году.
Командующий войсками округа одновременно в 1881—1905 занимал должность Главноначальствующего гражданской частью на Кавказе, в период 1865 — 1881 и 1905 — 1917 годов должность наместника Его Величества на Кавказе и должность войскового наказного атамана Кавказских казачьих войск (1865 — 1917 года).
6 декабря 1862 года великий князь Михаил Николаевич был назначен Наместником Его Величества на Кавказе и Главнокомандующим Кавказской армией, а с образованием округа был поставлен во главе последнего. 23 августа 1915 года во время 1-й мировой войны, на эту должность был назначен генерал-адъютант, генерал от кавалерии, великий князь Николай Николаевич-младший (до 2 марта 1917 года).
Состав: после ряда перемен в 1866 году, 1868 году, 1878 году, 1881 году, 1883 году, 1898 году и 1899 году, к 1914 году в объединение входили: 7 губерний (Ставропольская, Тифлисская, Кутаисская, Елисаветпольская, Бакинская, Эриванская и Черноморская) и 5 областей (Кубанская, Терская, Дагестанская, Карсская и Батумская) — всего 12 административных делений, из которых 3 в Северном Кавказе, а 9 — в Закавказье, образующих Кавказское наместничество, наместник которого в то же время и Главнокомандующий войсками округа.
КавВО расформирован в период Русской смуты 1917 года.

## Состав
- Штаб;
  - «Кавказский сборник»
  - «Известия штаба Кавказского военного округа»[3];
- 1-й Кавказский армейский корпус;
- 2-й Кавказский армейский корпус;
- 3-й Кавказский армейский корпус;
- крепость Александрополь;
- крепость Карс;
- Михайловская крепость (Батум)
- и другие формирования

## Командующие войсками Кавказского военного округа (1865—1917)
Главный начальник округа именовался Командующий войсками Кавказского военного округа:
- 06.08.1865 — 14.07.1881 — генерал-адъютант, генерал от артиллерии, (с 16 апреля 1878 — генерал-фельдмаршал) великий князь Михаил Николаевич;
- 01.01.1882 — 03.06.1890 — генерал-адъютант, генерал от кавалерии, князь Александр Михайлович Дондуков-Корсаков;
- 03.06.1890 — 06.12.1896 — генерал-адъютант, генерал-лейтенант Сергей Алексеевич Шереметев 1-й;
- 12.12.1896 — 01.01.1905 — генерал-адъютант, генерал от инфантерии, князь Голицын, Григорий Сергеевич;
- 01.01.1905 — 27.02.1905(?) — и.д. командующего войсками генерал-лейтенант Малама, Яков Дмитриевич;
- 27.02.1905 — 30.08.1914 — генерал-адъютант, генерал от кавалерии, граф Илларион Иванович Воронцов-Дашков;
- 07.03.1917 — 02.06.1917 — генерал от инфантерии Александр Захарьевич Мышлаевский;

## Периодическая печать
В КавВО существовала следующая периодическая печать:
- «Кавказский сборник»
- «Известия штаба Кавказского военного округа»;
- «Кавказская Армия»
- «Кавказский военный вестник»
- «Кавказский ветеран»
- «Кавказский военный переводчик»